# البهائية في كينيا
بدأت البهائية في كينيا مع ثلاثة أفراد. أولهم ريتشارد سانت بارب بيكر الذي شارك في مؤتمر حول الأديان في المملكة المتحدة، مقدّماً رؤية متعاطفة مع الديانة التقليدية للشعب الكيني، وهناك تعرّف على الديانة البهائية واعتنقها. أما الثاني فكان إينوك أولينغا الذي سافر إلى كينيا أثناء خدمته في فيلق التعليم التابع للجيش الملكي البريطاني. أما الثالث، فقد جاء بعد واحد وعشرين عامًا من الأول، وكان ذلك عند وصول السيدة مارجريت بريستون (ني ويلبي) إلى كينيا عام 1945. كانت عضوة في المحفل الروحاني الوطني في المملكة المتحدة منذ عام 1939 حتى 1945، ثم تزوجت من مزارع شاي كيني وانتقلت إلى كينيا حيث أنجبت ثلاثة أطفال خلال عامين، وكانت البهائية الوحيدة في البلاد حينها. وقدرت قاعدة بيانات الأديان العالمية (اعتمادًا على الموسوعة المسيحية العالمية) عدد البهائيين في كينيا بحوالي 429,000 في عام 2005.

## قبل قدوم البهائيين
بعد أحداث الحرب العالمية الأولى، حيث خدم ريتشارد سانت بارب بيكر في فرنسا، التحق بجامعة كامبردج ونال شهادة في علم الغابات من كلية كايوس. ثم سافر إلى كينيا عام 1920 ليعمل تحت مظلة المكتب الاستعماري كمحافظ مساعد للغابات. وهناك شهد على عملية إزالة الغابات الواسعة. كما تدخّل في حادثة بين ضابط استعماري وعامل من قبائل الكيكويو، وتلقى ضربة كانت موجهة للعامل، مما أدى لاحقًا إلى عزله من الخدمة. وقد وضع خطة لإعادة التشجير تتمثل في زراعة المحاصيل الغذائية بين صفوف الأشجار المحلية الصغيرة. ونظرًا لقلة الموارد المالية، توجه بيكر إلى الكينيين أنفسهم، وتواصل مع شيوخ وزعماء قبائل شعب الكيكويو، وتم تنظيم حضور ثلاثة آلاف محارب قبلي إلى مخيمه، وبمساعدة الزعماء، تم اختيار خمسين شخصًا ليكونوا أوائل "رجال الأشجار". وقد أقسموا أمام نجاي، الإله الأعلى، بأنهم سيحمون الغابات المحلية، ويزرعون عشر شجرات محلية سنويًا، ويهتمون بالأشجار في كل مكان. وبعد مغادرته كينيا، قدّم بيكر ورقة بحثية حول ديانة شعوب البانتو في مؤتمر الأديان الحية ضمن دول الكومنولث، وهناك تعرّف على الديانة البهائية لأنه، كما ذُكر، "أثار اهتمام البهائيين بسبب اهتمامه الصادق بدين الآخر." وعند قيامه بـزيارة حج بهائية إلى فلسطين تحت الانتداب البريطاني، قام بإشراك قادة دينيين في مبادرته "رجال الأشجار"، بما فيهم رئيس الديانة البهائية آنذاك شوقي أفندي، ورئيس جامعة الجامعة العبرية، والمفتي الأكبر التابع لـالمجلس الإسلامي الأعلى، إضافة إلى بطاركة من الأرثوذكسية الشرقية والكنيسة الكاثوليكية. وعاد سانت بارب إلى كينيا لفترة قصيرة عام 1976، حيث عمل كمستشار خاص للوفد البهائي في مؤتمر أممي عقد في نيروبي في نفس العام.
وفي عام 1941 انضم إينوك أولينغا من أوغندا إلى فيلق التعليم التابع للجيش الملكي البريطاني وخدم في نيروبي، عاصمة كينيا. وبعد عودته إلى أوغندا، تزوّج وتعرّف على الديانة البهائية عام 1951. وسيصبح لاحقًا أحد فرسان بهاء الله، حيث رائد إلى الكاميرون، ثم خدم في محافل وطنية وتم تعيينه أصغر أيادي أمر الله. ونظرًا لدوره في موجات الريادة وسرعة انتشار الدين في أفريقيا جنوب الصحراء، لقبه شوقي أفندي بـ"أب الانتصارات". انظر أيضًا البهائية في أوغندا.

## إلى كينيا ونمو المجتمع

### التأسيس
بعد وصول السيدة مارجريت بريستون إلى كينيا عام 1945، بدأت المرحلة التالية من تطور الديانة البهائية في كينيا ضمن موجة التوسع الواسعة للديانة في أفريقيا جنوب الصحراء. وقد وُضعت خطط مكثفة وأهداف لريادة الرواد في جميع أنحاء أفريقيا جنوب الصحراء. بدأت خطط خاصة لنشر الديانة في أوغندا في عام 1950 بالتعاون بين مجتمعات بهائية أمريكية وبريطانية ومصرية وفارسية، وبلغ التنسيق حدًا من التفصيل حيث تُرجمت المواد البهائية إلى لغات مستخدمة على نطاق واسع في أفريقيا حتى قبل وصول معظم الرواد. في عامي 1950-1951، بدأ بهائيو المملكة المتحدة الريادة إلى تنغانيقا، أوغندا، وكينيا. فعلى سبيل المثال، في 7 أكتوبر 1951، غادر تيد كارديل متجهًا إلى نيروبي كأحد الرواد بعد الوفاة المفاجئة لزوج السيدة بريستون. وفي سبتمبر 1951، زار الشاب كيماني واياكي مدرسة غرين أيكر البهائية في الولايات المتحدة. ويُعتقد أن تيد كارديل كان أحد أوائل الرواد الذين وصلوا إلى كينيا بحلول أبريل 1952. وبعد تلقي نبأ وفاة لويس جورج غريغوري، أحد أيادي أمر الله، في 31 يوليو، أُقيم اجتماع تأبيني في كمبالا شارك فيه الرواد الكينيون مع نظرائهم من أوغندا، بالإضافة إلى اثني عشر إفريقيًا.
وفي أوائل عام 1952، قُتلت السيدة بريستون وطفلها الأكبر في حادث تحطم طائرة قرب صقلية. وفي ديسمبر من نفس العام، تمكّن الرائد الفارسي عزيز يزدي من الاستقرار في نيروبي، ولحقت به زوجته وأطفاله في فبراير 1953. وفي عام 1953، انتُخبت أورسولا سامنداري، وهي أيضًا عضوة سابقة في المحفل الروحاني الوطني في المملكة المتحدة، كأحد أعضاء المحفل الروحاني المحلي المؤلف من تسعة أفراد في نيروبي. وبحلول عام 1955، كان هناك ثمانية محافل في كينيا.

### الانتشار
أُدرجت الجالية البهائية في كينيا تحت الإدارة الإقليمية للجمعية الروحانية الوطنية لأفريقيا الوسطى والشرقية التي تأسست في عام 1956، وكان علي نخجواني رئيساً لها، وتم انتخاب تسع جمعيات جديدة في كينيا عام 1957، إلى جانب ثلاث مدارس نهاية الأسبوع.
وفي ديسمبر 1958 - يناير 1959، أُقيمت أول مدرسة بهائية لمدة سبعة أيام في كينيا بالقرب من كيميليلي في غرب البلاد، تناولت مواضيع مثل الإدارة البهائية، والتاريخ البهائي، والتعاليم البهائية. تبعتها دورات بالمراسلة بحلول يونيو. وبحلول ديسمبر أُحرز تقدم في تأسيس مراكز دائمة انبثقت من الجمعيات. وصل عدد المُنضمين الجدد في أوغندا وكينيا إلى حد أن أيادي أمر الله أشاروا إلى أنه لم يكن هناك عدد كافٍ من البهائيين لمواكبة العمل في تسجيلهم. ففي كينيا وحدها، انضم ما يقرب من 1200 شخص إلى الديانة خلال أقل من عام.
أُقيمت أربع مؤتمرات إقليمية حول تقدم الديانة ومدارس نهاية الأسبوع بحلول أوائل عام 1960. وكان موسى بناني أول أيادي أمر الله يزور كينيا في أوائل عام 1960. وشارك تسعة كينيين في تدريبات متقدمة عام 1960، والتي استخدمت فصولاً من كتاب بهاء الله والعصر الجديد لـ جون إسلمنت. وفي نوفمبر 1960، قام أيادي أمر الله جون روبارتس ورحمة الله المهاجر بجولة في كينيا تمهيداً لتكريس البيت البهائي للعبادة الأم في أفريقيا والذي أُقيم في أوغندا في يناير 1961. وكان من بين الحضور أكثر من 1500 شخص، من ضمنهم بهائيون كينيون. وعقب ذلك، قامت روحیه خانم، إحدى أيادي أمر الله، ورئيس الجمعية الإقليمية علي نخجواني، بجولة لمدة 15 يوماً في أوغندا وكينيا، شملت حضور مؤتمرات إقليمية، وزيارات لمنازل المؤمنين، ونقاشات حول مستقبل البهائيين الأفارقة. وفي مؤتمر انتخاب الجمعية الوطنية الروحانية الإقليمية لأفريقيا الوسطى والشرقية لعام 1961، شارك 35 مندوباً من كينيا. وفي سبتمبر 1961، تم إنشاء مدرسة بهائية دائمة في كينيا ركزت على المهارات المنزلية وتربية الأطفال مع عروض دينية، وبدعم من الرجال لمشاركة النساء في هذه الدورات. وقد غطت مجلة جيت هذا الحدث. وبنهاية عام 1961، أدى اعتناق البيغميين للديانة إلى وصول عدد أعضاء الجالية إلى نحو 4000 شخص، وبلغ عدد الجمعيات 134. وانتُخبت أورسولا سامانْدَري للجمعية الروحانية الوطنية الإقليمية لشمال شرق أفريقيا (1961–1970)، قبل انتقالها إلى الكاميرون حيث توفيت لاحقًا. وفي عام 1962، اتخذت الحكومة الكينية خطوات للاعتراف الرسمي بأيام العطل البهائية لموظفيها. وفي مايو من نفس العام، زار إينوك أولينغا، أحد أيادي أمر الله، كينيا لمدة أسبوع ضمن جولة موسعة في العديد من الدول الأفريقية. وألقى خطابات في تيريكي، ناندي، نيانغوري، كيسي، نيروبي، مومباسا وونداني. ثم عاد في أغسطس في زيارة أخرى إلى كابراس. وفي أكتوبر، إضافة إلى المدرسة الدائمة، قُدمت دورات نهاية الأسبوع في مالاكيسي وكيميليلي ركزت على المهارات المنزلية وتربية الأطفال إلى جانب مواضيع دينية، وافتُتح مركز دائم في كابراس الجنوبية.

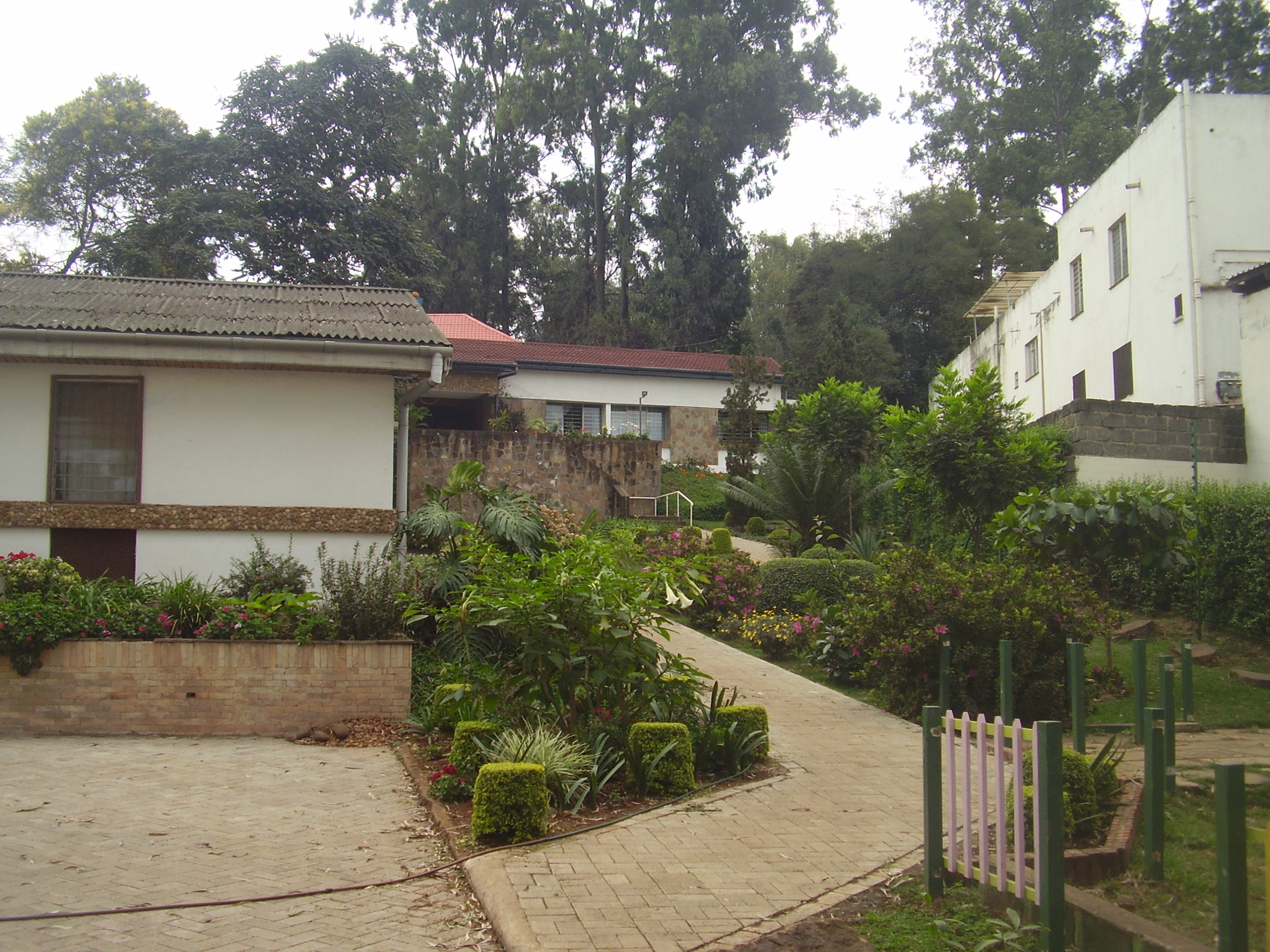
المركز البهائي الوطني (حظيرة القدس) في نيروبي، كينيا.

بحلول يناير 1963، أُعيد بناء مبنى المركز البهائي في نيروبي، وخُطط أن يستضيف دورات متقدمة حول الدين.
وفي غضون 10 سنوات من تأسيس أول جمعية محلية، أصبح هناك 118 جمعية محلية، و346 مجموعة، و131 بهائيًا منعزلًا بحلول أوائل 1963.
توزعت الجمعيات على مناطق مثل نيروبي، كيليفي، ومجموعات أصغر في أماكن مثل بونغوما، بوسيا، إلدوريت، إيمبو، كاكاميغا، كيريتشو، كيسي، كيتالي، ماتشاكوس، ماليندي، مومباسا، كيسومو، نييري، ثيكا، فوي، ويبوِي، وونداني.
وبحلول نهاية عام 1963، بقي عدد الجمعيات 134 وعدد البهائيين نحو 4000 كما في عام 1961، وكان الاستحقاق القادم للجالية هو انتخاب جمعيتها الوطنية الروحانية الخاصة.

### التنظيم الوطني
منذ تأسيس المحفل الروحاني الوطني، شارك البهائيون في كينيا في مجموعة متنوعة من المشاريع والأنشطة. تم انتخاب المحفل الروحاني الوطني للبهائيين في كينيا لأول مرة في عام 1964. تألفت عضويته من: جيمس واسيلوا، عزيز يزدي، إلامو موسواهلي، طاهره علائي، فيستاس مولكالاما، بونافنتشر وافولا، يوليوس ماكاندا، فرانك منكويني، وكريستوفر موسامباي. من منتصف ديسمبر 1964 حتى منتصف يناير 1965، زار أحد البهائيين المسافرين من المركز البهائي العالمي المجتمع البهائي في نيروبي، وتمت مقابلته في برنامج تلفزيوني وطني مما أدى إلى نقاش عام في صحيفة وطنية. في عام 1966، تم تسجيل المحفل الوطني كشخصية قانونية، وتملك المركز الوطني، وسُجلت الأيام المقدسة البهائية لدى الحكومة. في عام 1967، قام يد أمر الله ويليام سيرز بتدشين أول مركز للتعليم في غرب كينيا. انضم هنري لوك دوما إلى الدين في عام 1965، ثم حصل على منحة دراسية للدراسة في ولاية ميسيسيبي بالولايات المتحدة، حيث شارك بنشاط في نشر الدين. في مارس 1969، حضر أعضاء من وسائل الإعلام الوطنية تجمعًا إعلاميًا عامًا تخللته محاضرات واستقبالات، ونُشرت مقالات باللغتين الإنجليزية والسواحيلية. وفي يونيو، تلقى المحفل الوطني للبهائيين في كينيا دعوة لحضور احتفالات يوم مداراكا من مكتب رئيس جمهورية كينيا. وفي أغسطس، قامت يد أمر الله روحیَّة خانم بجولة موسعة في كينيا والدول المجاورة، حيث التقت بالبهائيين فرادى وجماعات في مؤتمرات إقليمية ومع زعماء مدنيين، وتمت مقابلتها في برنامج تلفزيوني. بعد استمرار الجولة في دول أخرى، عادت في منتصف نوفمبر حيث التقت بمزيد من البهائيين ودشنت مراكز بهائية. في عام 1972، نظم البهائيون معارض ضمن معرض تجاري على مستوى أفريقيا بأكملها، وعُقد مؤتمر شبابي في ناكورو في مارس. وتكرر المؤتمر الشبابي في أغسطس. في أوائل أكتوبر 1972، عادت روحیَّة خانم وفيوليت ناكبجافاني إلى كينيا بعد جولتين عبر أفريقيا – وصلتا إلى مومباسا ثم أمضتا أسبوعاً في نيروبي، حيث عقدتا لقاءات مع البهائيين والصحفيين، وتم تنظيم مؤتمر شبابي ليوم واحد. من كينيا، سافرتا إلى مالاوي وما بعدها حتى عادتا في ربيع 1973. خلال تلك الزيارة، سافرتا لثلاثة أسابيع عبر القسم الشمالي الشرقي من كينيا، بما في ذلك مارالال، بحيرة رودولف، ومارسابيت، قبل العودة إلى نيروبي. في عام 1973، أصدر المحفل الروحاني الوطني في كينيا كتاباً للأناشيد بعنوان: "Tuimbe Pamoja, Baadhi ya Nyimbo za Baha'i" (بالعربية: دعونا نغني معًا، بعض الأغاني البهائية).
وفي أعقاب انعقاد مؤتمر انتخاب المحفل الوطني في عام 1974، عُقد مؤتمر وطني أتاح للمشاركين من مختلف أنحاء كينيا مناقشة عدد من المواضيع، كما أُقيمت دروس حول دور المحفل المحلي.

## التطورات الخارجية والداخلية
من منتصف سبعينيات القرن العشرين، بدأت الجماعة في تشكيل تطورات أكثر تعقيدًا ذات توجهات خارجية وداخلية.

### المشاركة في مشاريع التنمية الخارجية
من حوالي عام 1975، بدأت الجماعة البهائية في المشاركة في مبادرات وبرامج تهدف إلى تحسين المجتمع الأوسع.
- في أبريل 1975، قدّم ممثل عن الجماعة البهائية الدولية ورقة حول دور بعض التعاليم البهائية المتعلقة بالبيئة في "الجمعية الدولية للمنظمات غير الحكومية المعنية بالبيئة" التي عقدت في نيروبي.[58]
- في سبتمبر 1975، شاركت كاثرين مبويا، وهي بهائية أفريقية من نيروبي، وأمينة صندوق الهيئة البهائية في نيروبي، ومحاسبة محترفة وطالبة في جامعة نيروبي، وعضوة في ماينديليو يا واناواكي، ونائبة رئيس دولية في رابطة نساء الأرياف في العالم، في وفد البهائيين إلى المؤتمر العالمي لسنة المرأة الدولية.[59]
- خلال عقد المرأة (1976–1986)، وبالتزامن مع نمو الجماعة البهائية في كينيا، أدى تطبيق التعاليم البهائية إلى تأثير إيجابي على الوضع الاجتماعي للمرأة – "عامل رئيسي في مشاركة النساء"، حيث شاركت "المزيد من النساء في الهيئات البهائية المعينة والمنتخبة".[60]
- في عام 1977، عيّنت الهيئة الوطنية لجنة للمرأة للتعاون مع المكتب الإقليمي لـاليونيسف في نيروبي والحكومة الكينية ومنظمات غير حكومية أخرى في مشروع تجريبي بعنوان "الماء من أجل الصحة" بدأته اللجنة الفرعية للمرأة والتنمية التابعة لليونيسف/المنظمات غير الحكومية.[61] شهد المؤتمر الوطني لانتخاب الهيئة الوطنية لعام 1979 حضور 105 مندوبين.[62]
- في أوائل عام 1980، وضمن دعم السنة الدولية للطفل،[63] أسّس البهائيون الكينيون مدرستين تدريبيتين بعد مؤتمر حول التعليم للأطفال البهائيين، واحدة في ناكورو والأخرى في مومباسا. وفي إطار دعم "سنة كينيا لذوي الاحتياجات الخاصة"، نظمت الهيئة الروحية في مومباسا مسابقة فنية وقدمت مواد قراءة لمدرسة "زيواني للصم" وزارت مدرسة "بورت رايتز لذوي الإعاقات" وعرضت شريطًا مصورًا.[64]
- في عام 1981، بدأ رائد بهائي في أفريقيا منذ عام 1970 تدريس وحدة عن الدين ضمن برنامج قسم الفلسفة والدراسات الدينية في جامعة كينياتا في نيروبي.[65] وفي عام 1983، أضيف هذا العمل إلى مقررات الدراسات العليا لتدريب المعلمين، لتشمل 10 ساعات من المحاضرات حول الدين البهائي والبابية.[66]
- في عام 1982، شارك بهائيون قرب مومباسا في مشروع لمنظمة غير حكومية لحفظ حطب الوقود. لاحقًا، دُعيت الجماعة إلى دورة تدريبية حول الزراعة الحرجية تشمل صنع مواقد فحم محسّنة: موقد جكو الخزفي الكيني.[67]
- في عام 1983، نظّم أستاذان بهائيان عرضًا تقديميًا عن الدين حضره طلاب وأعضاء هيئة تدريس كلية معلمي العلوم في كينيا واستغرق وقتًا أطول من المقرر.[68]
- في عامي 1984 و1985، بدأ عدد من المشاريع:[69]
  - أنشأ مزارعو البن البهائيون حسابًا مصرفيًا يتم فيه إيداع ثلث أرباح مبيعاتهم لاستخدامها في أنشطة المجتمع.
  - بدأت حملة لمحو الأمية في منطقة ماليندا.
  - كانت هناك مدرستان حضانتان، ومدرسة تمهيدية، ومركز لتدريب المعلمين قيد العمل بحلول عام 1985.
  - استمر مشروع موقد جكو الخزفي الكيني حتى عام 1985.
- اختتم عقد المرأة بمؤتمر دولي للأمم المتحدة في نيروبي عام 1985 حضره نحو 55 بهائيًا، من ضمنهم 10 مندوبين رسميين، بما فيهم 3 مستشارين وبهائيون من الولايات المتحدة وكندا واثنان من أفريقيا من ضمنهم كاثرين مبويا. نظّمت الهيئة الوطنية جولات لزيارة مشاريع بهائية ذات صلة في المنطقة.[70]
- في عام 1989، تعاون البهائيون في كينيا مع الجمعية الكندية للصحة العامة في حملة تطعيم،[71] وتم توسيعها من خلال لقاءات محلية في مانوانغا ولوغولا عام 1990.[72]

### استمرار التنمية الداخلية

#### التنمية العامة
في حين بدأت المشاريع الموجهة إلى المجتمع ككل، استمرت عملية التنمية الداخلية.
في يناير 1975، أنهى البهائيون في ناكورو بناء مركزهم وتجميله. وفي يونيو، نظم الشباب كشكًا إعلاميًا في معرض زراعي. في عامي 1978-1979، انتقل جورج أولينغا، ابن إينوك أولينغا، إلى كينيا، وأصبح في سبتمبر 1979 أحد أفراد العائلة القلائل الذين بقوا على قيد الحياة. في عام 1984، كانت منطقة ماليندي في إقليم الساحل الأسرع نموًا في عدد المعتنقين للديانة، رغم أن عدة مناطق أخرى شهدت نموًا سريعًا أيضًا، في حين كانت بونغوما من بين الأبطأ (مع أن كاكاميغا القريبة كانت ضمن المناطق ذات النمو العالي). في عام 1985، حققت جزر القمر، وهي هدف الامتداد لكينيا، مجتمعًا بهائيًا من 60 عضوًا، وقد أسسها مهرابان سهيلي، أحد فرسان بهاء الله للجزر. في عام 1988، قامت بهائية من كينيا بجولة في مالاوي وألقت محاضرات أمام مجموعات متعددة.

#### المؤتمرات
- في أكتوبر 1976، عقد مؤتمر دولي في نيروبي حول تقدم الدين في أفريقيا[79][80][81] – حضره حوالي 1300 بهائي من 61 دولة، وتحدث فيه أيادي أمر الله ويليام سيرز، جون روبارتس، رحمة الله مهاجر، وإينوك أولينغا، بالإضافة إلى المستشارة ثيلما خيلغاتي، عزيز يزدي، وعضو الهيئة الوطنية كاثرين مبويا. وكان بين الحضور 20 من فرسان بهاء الله. تلقى الحاضرون رسائل من بيت العدل الأعظم، ورحب وزير الحكومة ن. و. مونوكو بالمؤتمر في كينيا. استعرض عزيز تاريخ الدين في أفريقيا بدءًا من زيارة أول بابي وصولًا إلى وجود 34 هيئة وطنية آنذاك. وأشير إلى التحديات في إثيوبيا وأوغندا في ظل الاضطرابات في 1975-1976. تم تسليط الضوء على انتشار الدين في مناطق أخرى من العالم بفضل الرواد الذين تمكن عدد قليل منهم من جذب العديد للدين. كما تم تناول تعاليم الدين، بما في ذلك دور الشباب، وتمكين المرأة، وأهمية الحياة الأسرية. قُدمت الترجمات لجميع المحاضرات والجلسات الفرعية باللغات الإنجليزية، والفرنسية، والفارسية، والسواحلية. أقيمت مأدبة وحدة في الليلة التي سبقت افتتاح المؤتمر – وقد أدى حادث إلى انقطاع الكهرباء في مكان المؤتمر، فتمت الإنارة بواسطة أضواء حافلات النقل. وغطت المؤتمر وسائل الإعلام مثل الصحف والإذاعة، بما في ذلك صحيفة إيست أفريكان ستاندرد.
- في عام 1981، عُقد مؤتمر لمجلس المستشارين الأربعة عشر[82] للمجلس القاري للمستشارين في أفريقيا في نيروبي، وبدأ بالابتهالات وقراءة رسالة بيت العدل الأعظم من قبل ممثله، يد أمر الله ويليام سيرز. تم اتخاذ قرار بتوحيد أفريقيا تحت مجلس واحد مسؤول عن القارة بأكملها، مع تخصيص كل دولة لمستشار أساسي وآخر ثانوي، مع حرية تنقل المستشارين بين جميع الدول حسب الحاجة.[83]
- في عام 1982، دعا بيت العدل الأعظم إلى عقد مؤتمر إحياءً للذكرى الخمسين لوفاة بهية خانم.[84] كان المؤتمر الرئيسي لأفريقيا في لاغوس، نيجيريا، بين 19 و22 أغسطس. كما أُقيمت مؤتمرات محلية، ومنها مؤتمر في نيروبي في أكتوبر حضره أكثر من 550 بهائيًا، معظمهم من القرى الكينية، بالإضافة إلى مشاركين من 12 دولة أفريقية.[85] نظم الرواد صفًا للأطفال تضمن مسرحية قُدمت أمام الحضور. ألقى يد أمر الله ويليام سيرز كلمات للشباب والبالغين. كما تحدثت القاضية الفاضلة إيفي أوور، أول قاضية في كينيا، أمام الحضور. غطت عدة صحف وإذاعة صوت كينيا الحدث، وازداد الاهتمام بعد حضور ممثلين عن هذه الجهات الإعلامية الاحتفال بيوم ميلاد الباب.[84]
- في عام 1983، اجتمع شباب بهائيون من مالافا ولوتالي لحضور صفوف حول فهم أعمق للدين، وأساليبه في نشر الدعوة، والمعايير الأخلاقية، وقرروا تشكيل نوادٍ بهائية في الجامعات.[86]
- في عام 1983، شارك بهائيون من كينيا في المؤتمر السنوي الثامن لجمعية الدراسات البهائية في كندا.[87] وفي 1986، عُقدت الندوة الرابعة للدراسات البهائية لشرق ووسط وجنوب أفريقيا في نيروبي.[88]
- في عام 1984، شارك بهائيون من كينيا ضمن أكثر من 400 مندوب من 15 دولة في مؤتمر معبد بهائي استمر يومين بمناسبة قرب اكتمال معبد اللوتس في الهند.[89]
- في عام 1984، استضاف بهائيو ناكورو ثاني مؤتمر وطني نسائي بهائي حيث حضرت 90 امرأة، واستمعن إلى كلمات من المستشارة ثيلما خيلغاتي، وكينغسلي دوبي، مسؤول الإعلام في الأمم المتحدة لشرق أفريقيا، الذي تحدث عن أهمية تدريب الشباب، وكذلك الدكتورة إيدا أوتشوكيا، رئيسة اللجنة التنسيقية لمؤتمر المنظمات غير الحكومية لعقد الأمم المتحدة للمرأة، التي عرضت الدور المهم الذي يمكن أن تلعبه نساء كينيا في تحقيق المساواة.[77]
- دعا بيت العدل الأعظم في 20 أكتوبر 2008 إلى عقد مؤتمرات إقليمية للاحتفال بالإنجازات الأخيرة في بناء المجتمع القاعدي، ولتخطيط الخطوات التالية. وبعد أسبوعين فقط، عُقد مؤتمران توأمان – أحدهما في جنوب أفريقيا والآخر في كينيا. استضافت الهيئة الروحية الوطنية للبهائيين في كينيا أحد المؤتمرات في ناكورو في نوفمبر 2008، وجذب أكثر من 1000 بهائي، منهم أكثر من 500 من كينيا، و200 من أوغندا، و100 من تنزانيا، و42 من إثيوبيا، وأربعة من موزمبيق، وثلاثة من جنوب السودان.[90]
- في عام 1989، عُقد المؤتمر الوطني السنوي السادس للنساء البهائيات في مركز بهائي ناكورو، وكان من ضمن الفعاليات تسجيل حلقة نقاش إذاعية بُثت لاحقًا على التلفزيون الوطني.[91]
- في عام 1989، قام خبير بهائي ورجل أعمال متخصص في استخدام التقنية المناسبة من سوازيلاند بجولة عبر ست دول في جنوب وشرق أفريقيا، بما في ذلك كينيا، لتدريب السكان المحليين على تصنيع أنواع مختلفة من آلات صنع الأسوار وتقنيات أخرى للبناء والزراعة وبرامج المياه. نظمت الهيئات الروحية الوطنية في كل من الدول الست دورات تدريبية استمرت عشرة أيام.[92]

## المشاركة المجتمعية الحديثة وطابع المجتمع
في تسعينيات القرن العشرين، شارك البهائيون في كينيا في مشروع صحي مجتمعي على مستوى البلاد شمل حملات تطعيم، وصيانة المراحيض، وتطوير مصادر المياه النظيفة. وفي عام 2005، قدّرت قاعدة بيانات العالم المسيحي عدد السكان البهائيين بحوالي 429,000 نسمة، أي حوالي 1٪ من إجمالي السكان.

### أول مشرق أذكار محلي
في عام 2012، أعلنت الهيئة البهائية العليا عن بناء أول مشارق الأذكار البهائية المحلية، وكان من بينها مشرق أذكار في ماتوندا صوي، كينيا، وتم الكشف عن تصميمه في أبريل 2018.
المهندسة المعمارية هي السيدة ندى صميمي، وهي أول امرأة تصمم مشرق أذكار.

## وصلات خارجية
- الجماعة البهائية الوطنية الكينية